# Леннартссон, Бенни
Бенни Леннартсон (швед. Benny Lennartsson; 14 декабря 1942, Эребру) — шведский футболист, тренер.

## Карьера игрока
В качестве футболиста основную свою карьеру провел в родном клубе «Эребру». В 1969 году игрок уехал в Англию. Там он пополнил состав «Фулхэма». Однако надолго задержаться в стане «дачников» Леннартсон не смог. Завершал свою карьеру швед в швейцарском клубе низшей лиги «Монте». В нём он исполнял роль играющего тренера.

## Карьера тренера
Роли тренера Леннартсон отдал более 40 лет жизни. За это время он возглавлял многие скандинавские команды. Наибольших успехов специалист добился с норвежским «Викингом». Вместе с ним он выигрывал местный чемпионат и завоевывал кубок страны. Долгое время Леннартсон руководил молодежной сборной Швеции. В 1988 году он участвовал с национальной командой в Летних Олимпийских играх в Сеуле. На них шведы дошли до четвертьфинала, в котором в дополнительное время уступили итальянцам.
В 1988 году тренер пробовал свои силы в Англии. В течение одного сезона он работал с клубом Первого дивизиона Футбольной лиги «Бристоль Сити». Затем Леннартсон во второй раз вернулся в «Викинг». За три года работы в нём он завоевал с командой Кубок Норвегии.
Последним местом работы тренера была сборная Кот-д’Ивуара. В 2010 году во время Чемпионата мира по футболу в ЮАР он ассистировал в ней Свен-Ёрану Эрикссону.

## Достижения
- Чемпион Норвегии: 1991
- Обладатель Кубка Норвегии (2): 1989, 2001
- Тренер года в Норвегии: 1991, 2000